# Bácskossuthfalva
Bácskossuthfalva (másként Kossuthfalva, korábban Ómoravica, szerbül Стара Моравица / Stara Moravica) helység Bácskában, Szerbiában, a Vajdaságban, az Észak-bácskai körzetben, Topolya községben. Jórészt magyarok lakta település. A első világháború előtti magyarosítás során kapott magyar nevét a helyi magyarok sem használják a mindennapokban.

## Fekvése
A Krivaja folyó (amelyet a helyiek „Nagy Árok”-nak neveznek) partján, a Telecskai-dombság nyúlványánál fekszik. A folyó teljes egészében átszeli a falut.

## Története
A történelem során többször telepítettek be, és néptelenedett el a falu. Legutóbb 1786-ban települt újra. Akkor 334 jász és kun család költözött ide a Nagykunságból: Karcagról, Jászkisérről és Kunmadarasról. Az új hazát létesítő ősök első dolga a templom és az iskola létrehozása volt. Az akkori otthonalapítók reformátusok voltak, később katolikusok, még később pedig zsidó vallásúak is jöttek ide. A falualapítást követően dinamikusan fejlődött a település.
Neve a történelem során sokszor változott: vagy 20 változatát lehet felsorolni. A történet az avar kori településektől kezdődik: Okor, Omár, majd Omárica, Omaricsa, Omorovics, Omarocsa. A török időkben bukkant fel az Omorovica névváltozat. Ehhez hasonló változatok egészen a századfordulóig szerepeltek: Omorovicza, Bács-Omorovicza, Ómorovicza. 1907-től Kossuthfalva, 1912-től pedig Bácskossuthfalva volt a falu hivatalos neve.

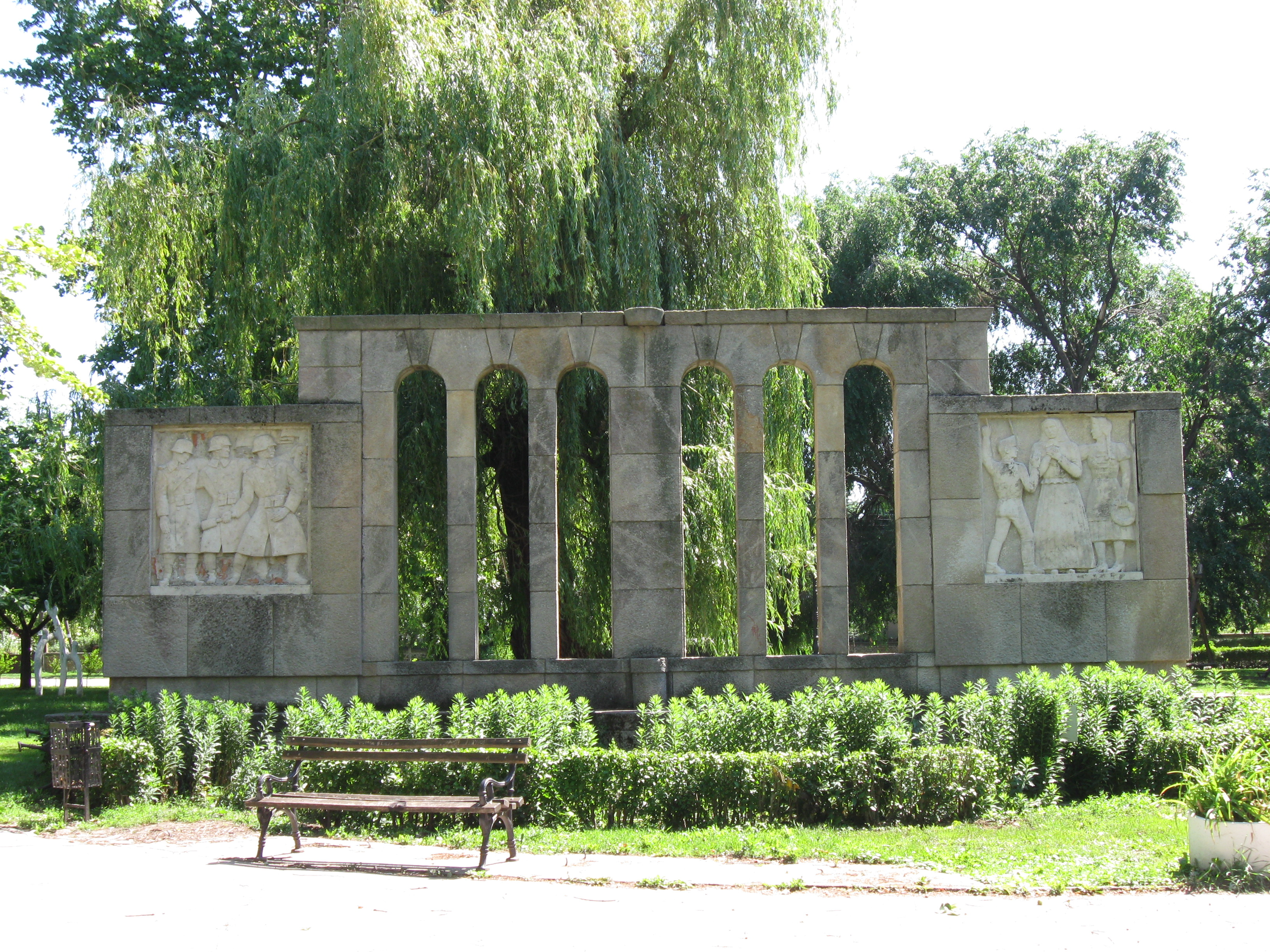
Az első világháború elesett hőseinek emlékműve

A Szerb–Horvát–Szlovén Királyság kezdetétől Stara Moravica. A második világháború ideje alatt Bácskossuthfalva, a határmódosítást követően pedig szerbül Stara Moravica, magyarul Ómoravica, vagy Moravica.

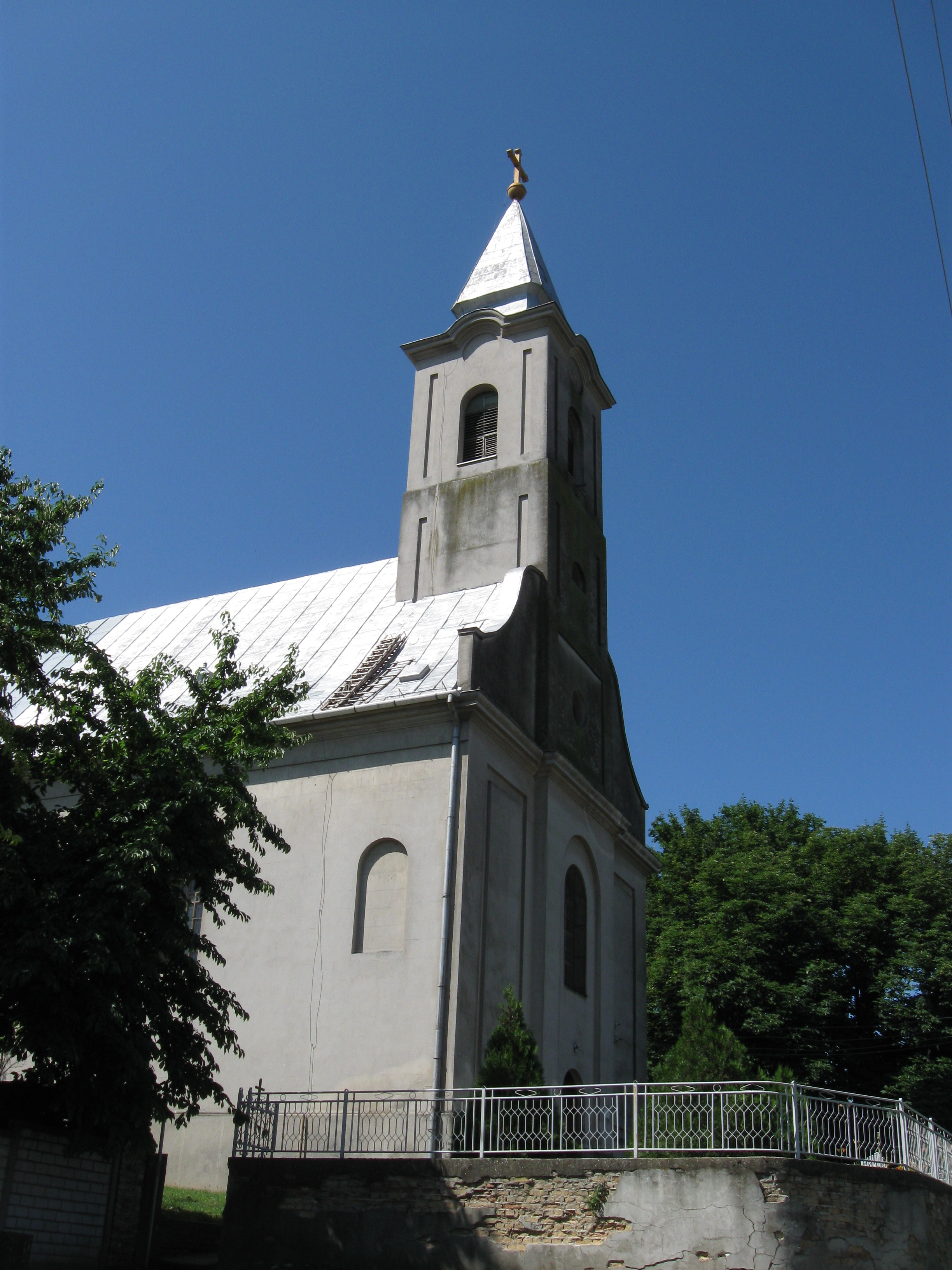
A római katolikus templom

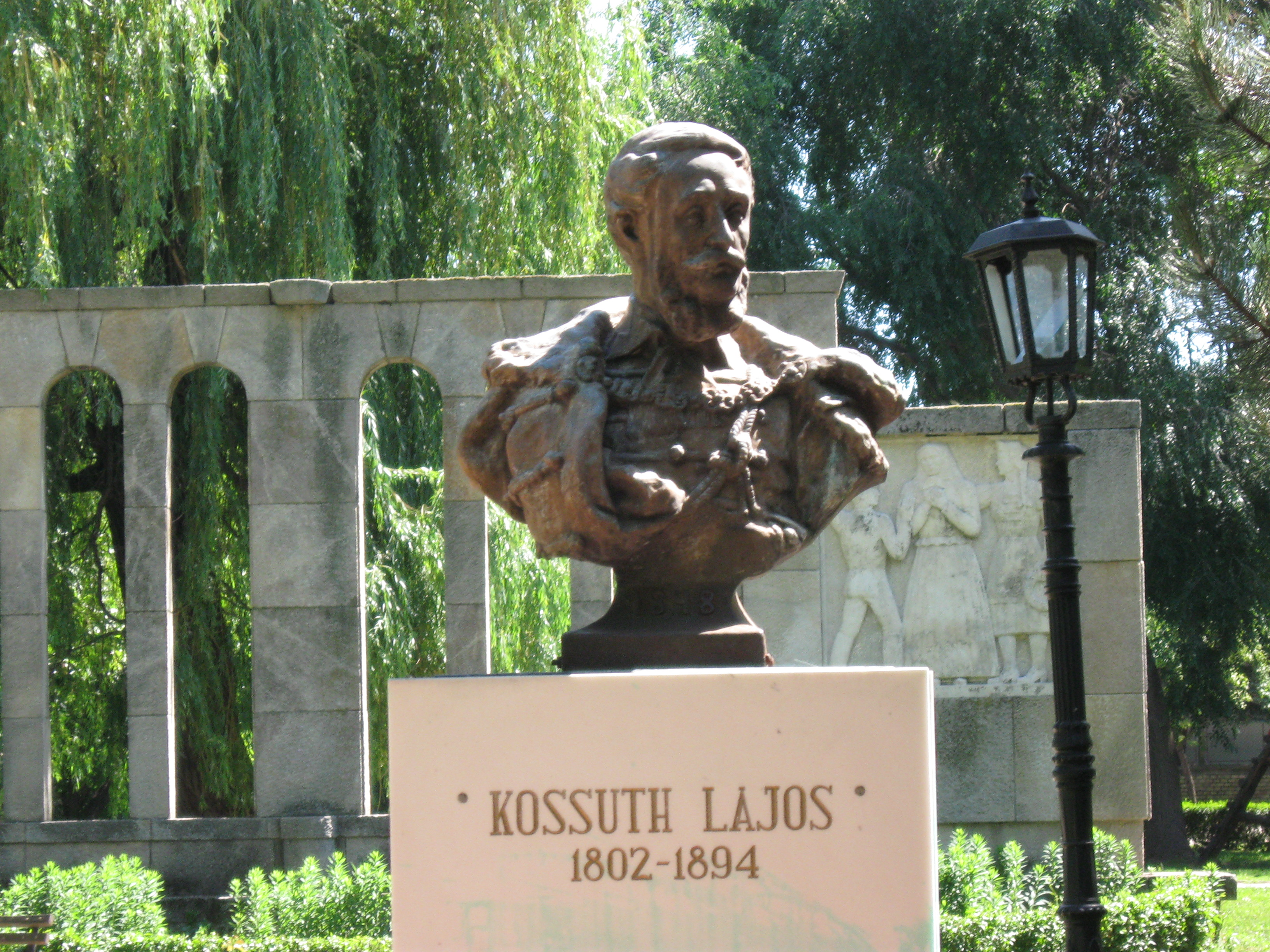
Kossuth Lajos szobra a Kossuth-emlékparkban

A Magyar Nemzeti Tanács döntése értelmében 2003 óta ismét a Bácskossuthfalva név van hivatalos használatban.

## Demográfiai változások
| 1948 | 1953 | 1961 | 1971 | 1981 | 1991 | 2002 | 2011 |
| ---- | ---- | ---- | ---- | ---- | ---- | ---- | ---- |
| 6919 | 6682 | 6904 | 6737 | 6449 | 6266 | 5699 | 5051 |

## Testvérvárosai
- Jászkisér, Magyarország
- Karcag, Magyarország
- Mélykút, Magyarország

## Hírességek

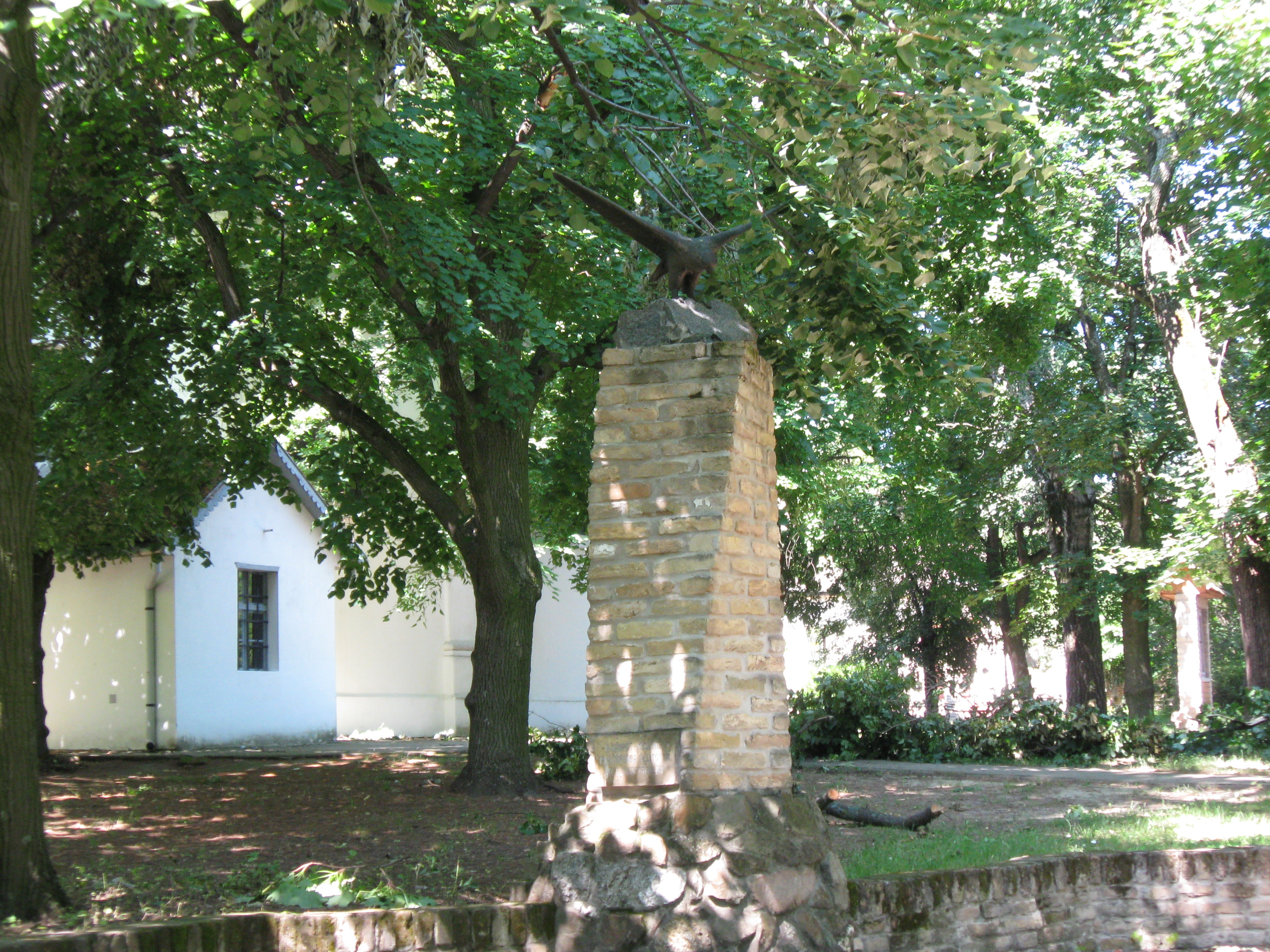
Turul-szobor

- A Vajdaság két Kossuth-szobra közül az egyik itt található. (A másik Magyarittabén.)
- Bácskossuthfalván játszódtak Mikszáth Kálmán A Noszty fiú esete Tóth Marival című regényének ötletet adó események. A regényben szereplő Aranyfácán kocsma Aranyhordó néven még az 1990-es években is működött, az épület ma is áll, viszont napjainkban albán pékség és festéküzlet üzemel benne. A regénybeli Tóth Mari családjának – a valóságban Ungár bárói család – a fő utcán, a Pacséri úton lévő házának egyik szárnyát elbontották, a másik, hatalmas megmaradt szárnya viszont a Baptista Egyház felújításának köszönhetően és annak imaházaként ma is teljes szépségében működik.

## Bácskossuthfalvi származású ismert művészek
- Papp Dániel író
- Torok Sándor (1936–2006) festőművész, a pasztellkréta virtuóza
- Mirnics Zsuzsa (1940) író, újságíró, szerkesztő
- Dormán László (1944) fotóművész, a Magyar Rádió (Kossuth Rádió) szerkesztője, újságírója
- Majoros Sándor (1956) író, József Attila-díjas
- Szakmány György (1977) író, a szerbiai magyar ifjúságnak az 1990-es évek délszláv háborúja alatti hányattatásait elbeszélő Apu nem megy sehová c. felkavaró regény szerzője (Palatinus Kiadó, Budapest, 2007)
- Lódi Gábor (1947) képzőművész, szobrász, akinek több alkotása is megtalálható a település területén